# Chirpăr
Chirpăr – wieś w Rumunii, w okręgu Sybin, w gminie Chirpăr. W 2011 roku liczyła 813 mieszkańców.